# Ostapkiwci (obwód winnicki)
Ostapkowce (ukr. Остапківці, pol. hist. Ostapkowce) – wieś na Ukrainie, w obwodzie winnickim, w rejonie niemirowskim, nad Bohem.